# ترامين على طريق النبيذ
ترامين على طريق النبيذ. تُعرف أيضًا باسم ترامين أو تيرمينو، Tramin an der Weinstraße، والتي غالبًا ما يتم اختصارها إلى Tramin أو Termeno، هي بلدية في جنوب تيرول، شمال إيطاليا، وتقع على بعد حوالي 20 كيلومترًا (12 ميلًا) جنوب غرب مدينة بولزانو. يعود أصل اسم صنف العنب Gewürztraminer إلى Tramin.

## الجغرافيا
اعتبارًا من 30 نوفمبر 2010، بلغ عدد سكان Tramin 3296 نسمة ومساحتها 19.4 كيلومترًا مربعًا (7.5 ميلًا مربعًا).
تتكون البلدية من فرازيوني (أقسام فرعية، بشكل أساسي قرى ونجوع) رونج (رونشي) وسول (سيلا).
يحد ترامين البلديات التالية: أمبلار، كالتيرن، كوريدو، كورتاتش، نيوماركت، مونتان، أوير، سفروز وفادينا.

## المجتمع

### التوزيع اللغوي
وفقًا لتعداد عام 2011، فإن 96.37% من السكان يتحدثون الألمانية، و3.44% يتحدثون الإيطالية، و0.20% يتحدثون لغة اللادين كلغة أولى.

## المدن التوأم
ترامين متوأمة مع:
 ألمانيا رودرمارك، منذ 1978
 ألمانيا ميندلهايم، منذ 1994
 النمسا شفاز، منذ 1998

## روابط خارجية
- باللغة الألمانية الموقع الرسمي للبلدية
- باللغة الإنجليزية جمعية ترامين السياحية
- صور بانوراميو لترامين